# 大岩町 (豊橋市)
大岩町（おおいわちょう）は、愛知県豊橋市の地名。

## 地理
豊橋市南東部に位置する。西は岩屋町・藤並町・東幸町・東高田町、北は飯村町・大脇町に接する。

### 字一覧
- 荒古（あらこ）[WEB 5]
- 岩田（いわた）[WEB 5]
- 大穴（おおあな）[WEB 5]
- 行田（おこないでん）[WEB 5]
- 小山塚（おやまづか）[WEB 5]
- 北田（きただ）[WEB 5]
- 北元屋敷（きたもとやしき）[WEB 5]
- 北山（きたやま）[WEB 5]
- 久保田（くぼた）[WEB 5]
- 車田（くるまだ）[WEB 5]
- 黒下（くろした）[WEB 5]
- 境目（さかいめ）[WEB 5]
- 沢渡（さわたり）[WEB 5]
- 下渡（しもだれ）[WEB 5]
- 菅池（すがいけ）[WEB 5]
- 高足道（たかしみち）[WEB 5]
- 反茂（たんも）[WEB 5]
- 佃（つくだ）[WEB 5]
- 西荒田（にしあらた）[WEB 5]
- 西郷内（にしごうない）[WEB 5]
- 火打坂（ひうちざか）[WEB 5]
- 火打坂南（ひうちざかみなみ）[WEB 5]
- 東荒田（ひがしあらた）[WEB 5]
- 東郷内（ひがしごうない）[WEB 5]
- 東畑（ひがしばた）[WEB 5]
- 本郷（ほんごう）[WEB 5]
- 前荒田（まえあらた）[WEB 5]
- 前田（まえだ）[WEB 5]
- 曲松（まがりまつ）[WEB 5]
- 南町裏（みなみまちうら）[WEB 5]
- 南元屋敷（みなみもとやしき）[WEB 5]

## 歴史

### 人口の変遷
国勢調査による人口および世帯数の推移。
| 1995年（平成7年）  | 2955世帯 9414人  |  |
| 2000年（平成12年） | 3423世帯 10153人 |  |
| 2005年（平成17年） | 3802世帯 11003人 |  |
| 2010年（平成22年） | 4295世帯 11708人 |  |
| 2015年（平成27年） | 4641世帯 12471人 |  |

### 沿革
- 江戸時代 - 三河国渥美郡の大岩村として所在[2]。当初は江戸幕府領[2]。
- 寛永9年 - 吉田藩領となる[2]。
- 寛永20年 - 再び幕府領となる[2]。
- 天和元年 - 志摩鳥羽藩領となる[2]。
- 享保10年 - 再び幕府領となる[2]。
- 1889年（明治22年） - 大川村大字大岩となる[2]。
- 1893年（明治26年） - 大川町大字大岩となる[2]。
- 1906年（明治39年） - 二川町大字大岩となる[2]。
- 1955年（昭和30年） - 豊橋市大岩町となる[2]。

## 交通
- 二川バイパス（愛知県道豊橋湖西線）[1]
- 二川駅
- JR東海道本線[1]
- 東海道新幹線[1]
- 国道1号[1]
- 愛知県道小松原二川停車場線[1]

## 施設
- 豊橋市自然史博物館[1]
- 豊橋市視聴覚教育センター[1]
- 豊橋市地下資源館[1]
- グリーンスポーツセンター[1]
- 二川地区市民館[1]
- 二川校区市民館[1]
- 二川窓口センター[1]
- 二川駅[1]
- 二川幼稚園[1]
- 東山保育園[1]
- 二川郵便局[1]
- NTT二川電報電話局[1]
- 二川病院[1]
- 岩屋公園[1]
- 曹洞宗大岩寺[1]
- 出世稲荷[1]
- 伊宝石神社[1]
- 神道伏見稲荷東洋大教会[1]
- 神明社[1]
- 大岩神明宮[1]
- 岩屋観音[1]

### WEB
1. ↑  “愛知県豊橋市の町丁・字一覧”.   人口統計ラボ. 2023年4月13日閲覧。
2. ↑  総務省統計局 (2017年1月27日). “平成27年国勢調査の調査結果(e-Stat) - 男女別人口及び世帯数 －町丁・字等” (CSV). 2021年7月21日閲覧。
3. ↑  “愛知県豊橋市の郵便番号一覧”.   日本郵便. 2023年4月13日閲覧。
4. ↑  “市外局番の一覧” (PDF).   総務省 (2022年3月1日). 2022年3月22日閲覧。
5. 1 2 3 4 5 6 7 8 9 10 11 12 13 14 15 16 17 18 19 20 21 22 23 24 25 26 27 28 29 30 31  “愛知県豊橋市 住所一覧から地図を検索”.   ONE COMPATH. 2023年8月17日閲覧。
6. ↑  総務省統計局 (2014年3月28日). “平成7年国勢調査の調査結果(e-Stat) - 男女別人口及び世帯数 －町丁・字等” (CSV). 2021年7月20日閲覧。
7. ↑  総務省統計局 (2014年5月30日). “平成12年国勢調査の調査結果(e-Stat) - 男女別人口及び世帯数 －町丁・字等” (CSV). 2021年7月20日閲覧。
8. ↑  総務省統計局 (2014年6月27日). “平成17年国勢調査の調査結果(e-Stat) - 男女別人口及び世帯数 －町丁・字等” (CSV). 2021年7月21日閲覧。
9. ↑  総務省統計局 (2012年1月20日). “平成22年国勢調査の調査結果(e-Stat) - 男女別人口及び世帯数 －町丁・字等” (CSV). 2021年7月21日閲覧。
10. ↑  総務省統計局 (2017年1月27日). “平成27年国勢調査の調査結果(e-Stat) - 男女別人口及び世帯数 －町丁・字等” (CSV). 2021年7月21日閲覧。

### 書籍
1. 1 2 3 4 5 6 7 8 9 10 11 12 13 14 15 16 17 18 19 20 21 22 23 24 25 26 27 28  「角川日本地名大辞典」編纂委員会 1989, p. 1785.
2. 1 2 3 4 5 6 7 8 9 10  「角川日本地名大辞典」編纂委員会 1989, p. 257.